# Bryodema nigristria
Bryodema nigristria är en insektsart som beskrevs av Zheng, Z. och Zhen-ning Chen 2001. Bryodema nigristria ingår i släktet Bryodema och familjen gräshoppor. Inga underarter finns listade i Catalogue of Life.